# Србија и Црна Гора на Песми Евровизије
Србија и Црна Гора као независна држава први пут се појавила на Песми Евровизије 2004. године и као дебитант постигла велики успех освајањем другог места композицијом “Лане моје” у извођењу Жељка Јоксимовића. Тај успех поклопио се и са обележавањем 30 година од првог учешћа Телевизије Београд (данас Радио Телевизије Србије) на ЕСЦ. 

## Представници
| Година    | Извођач(и)                      | Песма                           | Финале                          | Поени                           | Полуфинале                      | Поени                           |                                 |
| --------- | ------------------------------- | ------------------------------- | ------------------------------- | ------------------------------- | ------------------------------- | ------------------------------- | ------------------------------- |
| 1993–2003 | Није учествовала                | Није учествовала                | Није учествовала                | Није учествовала                | Није учествовала                | Није учествовала                | Није учествовала                |
| 2004      | Жељко Јоксимовић                | Лане моје                       | 2                               | 263                             | 1                               | 263                             |                                 |
| 2005      | Но нејм                         | Заувијек моја                   | 7                               | 137                             | Топ 12 из 2004.                 | Топ 12 из 2004.                 |                                 |
| 2006      | Одустала, али имала право гласа | Одустала, али имала право гласа | Одустала, али имала право гласа | Одустала, али имала право гласа | Одустала, али имала право гласа | Одустала, али имала право гласа | Одустала, али имала право гласа |

## 2002
Прва Српкиња на Песми Евровизије у 21. веку била је Маја Татић која је 2002
године представљала Босну и Херцеговину у Талину са песмом „На јастуку за двоје“. На текст Ружице Чавић ову песму компоновао је Драган Мијатовић. Маја Татић освојила је 15. место.

## 2004.
После политичких промена у земљи и поновном укључивању у Европску радиодифузну унију (ЕРУ) и у активно чланство Евровизије, Србија и Црна Гора  први пут под тим именом појавила 2004. у Истанбулу, након заједничког националног избора на Европесми. 
Жељко Јоксимовић освојио је фантастично 2. место и то је био највећи успех свих земаља са простора бивше Југославије од победе групе Рива на Песми Евровизије 1989. године. Текст за композицију „Лане моје“ написала је Леонтина Вукомановић, а компоновао ју је сам Жељко Јоксимовић. Слично Данијелу двадесет и једну годину раније, Жељко Јоксимовић је испраћен у Турску са оптужбама да је песма плагијат једног азербејџанског уметника. 

### Србија и Црна Гора први победник полуфинала Евровизије
У полуфиналу Евровизије 2004, Жељко Јоксимовић је победио и тако је Државна Заједница Србија и Црна Гора постала прва земља победник евровизијског полуфинала.
Жреб је одлучио да у великом финалу наступи као пети. У пратњи Ад хок оркестра, композицију је отпевао на српском језику. Жељко је добио максималних 12 поена од великог броја земаља, а од земаља са простора бивше Југославије максималних 12 поена добио је од гледалаца из Словеније, Хрватске и Босне и Херцеговине као и 10 бодова из Македоније. Остаће упамћено да су водитељи аустријске и шведске телевизије на српском језику изговорили реченицу „.. и 12 бодова за Србију и Црну Гору“. То им није био проблем јер је реч о људима српског порекла. 
Песма „Лане моје“ је 15. песма по реду која је у пола века дугој традицији Песме Евровизије добила бодове од свих земаља учесница.

## 2005.
После Европесме/Европјесме 2005, током које победник српског полуфинала није добио ниједан глас од црногорских чланова жирија, пут Украјине одлази црногорска група Но нејм. Ову групу чинили су шесторица тинејџера који су једини већи наступ пре тога имали на „Вечери нових звијезда“ на музичком фестивалу "Сунчане скале".
Песма „Заувијек моја“ осваја солидно 7. место.

## 2006
Због скандала који је обележио Европесму/Европјесму 2006, Србија и Црна Гора нема свог представника на 51. Избору за Песму Евровизије. 
Победник Европесме/Европјесме 2006, по други пут за редом, постала је подгоричка група Но нејм. Слично као 2005. године, победници Беовизије 2006, београдска група Фламингоси од црногорских чланова жирија није добила ниједан бод. Револтирана публика у Плавој дворани Центра Сава звиждуцима и пластичним флашама спречила је групу Но нејм да по други пут изведе своју песму „Љубави моја“. Уместо тога публика је овацијама дочекала групу Фламингоси и Луиса и заједно са њима и свим учесницима Европесме/Европјесме из Србије отпевала песму „Луди летњи плес“
Међутим, гледаоци у Србији имали су прилику да гласају за своје фаворите Песме Евровизије 2006. Без објашњења, РТЦГ није директно преносила полуфинално вече Избора за Песму Евровизије 2006. Већина гласова и 12 поена Србије и Црне Горе отишло је комшијама из Босне и Херцеговине коју је представљао Хари Варешановић са песмом „Лејла“ коју је компоновао Жељко Јоксимовић.

## Марсел Безенсон награде
Награда новинара
| Година | Песма       | Извођач          | Пласман | Поени | Град     |
| ------ | ----------- | ---------------- | ------- | ----- | -------- |
| 2004.  | "Лане моје" | Жељко Јоксимовић | 2.      | 263   | Истанбул |

Награда композитора
| Година | Песма           | Композитор (к) Текстописац (т)       | Извођач | Пласман | Поени | Град  |
| ------ | --------------- | ------------------------------------ | ------- | ------- | ----- | ----- |
| 2005.  | "Заувијек моја" | Славен Кнезовић (к), Милан Перић (т) | Но нејм | 7.      | 137   | Кијев |

## Коментатори и презентери гласова
| Година | Коментатор                                                             | Презентер гласова    |
| ------ | ---------------------------------------------------------------------- | -------------------- |
| 1992   | Младен Поповић (ТВБ1)                                                  | Веселин Мрђен        |
| 1993   | Није било преноса                                                      | СЦГ није учествовала |
| 1994   | Младен Поповић (РТС 3К)                                                | СЦГ није учествовала |
| 1995   | Младен Поповић (РТС 3К)                                                | СЦГ није учествовала |
| 1996   | Младен Поповић (РТС 2) (у снимку)                                      | СЦГ није учествовала |
| 1997   | Никола Нешковић (РТС 2)                                                | СЦГ није учествовала |
| 1998   | Војислав Пантић (РТС 3К)                                               | СЦГ није учествовала |
| 1999   | Није било преноса                                                      | СЦГ није учествовала |
| 2000   | Није било преноса                                                      | СЦГ није учествовала |
| 2001   | непознат коментатор (ЈУ Инфо)                                          | СЦГ није учествовала |
| 2002   | Младен Поповић (РТС 2)                                                 | СЦГ није учествовала |
| 2003   | Младен Поповић (РТС 2)                                                 | СЦГ није учествовала |
| 2004   | Душка Вучинић Лучић (РТС 1) Дражен Бауковић и Драган Јањић (РТЦГ)      | Наташа Миљковић      |
| 2005   | Душка Вучинић Лучић (РТС 1) Сабрија Вулић (полуфинале и финале) (РТЦГ) | Нина Радуловић       |
| 2006   | Душка Вучинић Лучић (РТС 1) Дражен Бауковић и Нада Богетић (РТЦГ)      | Јована Јанковић      |